# Ebba Snoilsky
Ebba Fredrika Eleonora Snoilsky, född 29 september 1844 på Vegaholm, Strövelstorps socken, Kristianstads län, död 12 september 1917 på Lidingö, var en svensk grevinna och tecknare. 
Hon var dotter till underlöjtnanten friherre Erik Fritz Emil Ruuth och Fredrika Vilhelmina Palmqvist och från 1880 gift med Carl Johan Gustaf Snoilsky. Hon hade konstnärliga intressen och var verksam som amatörkonstnär med teckningar utförda i blyerts. I ett brev från hennes make till Gustaf Edvard Klemming skriver han att istället för en reseskildring sänder han en mer poetisk och vacker hälsning i form av teckningar som hans fru färglagt. Ett porträtt Ebba Snoilsky utfört av Maria Röhl ingår i Kungliga bibliotekets samling. Snoilsky är representerad vid Uppsala universitetsbibliotek.